# هاگندن، کوئینزلند
هاگندن (به انگلیسی: Hughenden) یک شهرک در استرالیا است که در Shire of Flinders واقع شده‌است.